# Batalla de Pontós
La batalla de Pontós se llevó a cabo el 11 de junio de 1795 en la que salió victorioso el general español José de Urrutia frente al ejército francés al mando de Barthélemy Louis Joseph Schérer.

## Antecedentes
El gobierno español declaró la guerra contra la República Francesa el 17 de abril de 1793 como respuesta a la ejecución del rey Luis XVI de Francia y de María Antonieta de Austria. Para la acción bélica que se preparaba se formaron tres cuerpos de ejército: dos de ellos, de carácter defensivo, se situaron en Guipúzcoa y en Aragón, y el tercero, ofensivo, se situó en Cataluña, al mando del general Antonio Ricardos. En este tercer cuerpo de ejército se encontraban 1501 hombres del «Regimiento de Voluntarios de Castilla». Su primera acción de guerra tuvo lugar durante la Guerra del Rosellón de 1794-1795. Al Regimiento de Voluntarios de Castilla se le destinó al cuerpo de tropas que operaban en el alto de Vallespir y, precisamente el 19 de mayo de 1794, al comienzo de las hostilidades, el «Castilla» entró en combate en el Coll de la Creu del Principi, con el conde del Puerto como jefe. El conde de la Unión, general en jefe de las tropas españolas, hizo una extensa y muy favorable mención del Regimiento de Voluntarios de Castilla por su bravura en la lucha y por los objetivos conseguidos. El ejército español bajo el mando del general  Ricardos invadió el Rosellón entrando por  San Lorenzo de Cerdaña, con unos 25 000 hombres y un centenar de piezas de artillería y ocupó las ciudades menos defendidas del Pertús y el valle del río Tec, donde se hallan Arles-sur-Tech y Ceret, y se retiró a sus posiciones iniciales después de la Batalla de Peyrestortes, unos días después.
Los franceses entraron finalmente en Cataluña por San Lorenzo de la Muga donde se produjeron diversos combates, hasta que derrotaron a las posiciones españolas en la Batalla del Roure del  17 al 20 de noviembre de 1794 en la que mueren los generales Dugommier y el  Conde de la Unión. Las tropas españolas se desmoralizaron y se dieron a la fuga, tomando las tropas francesas del general Dominique Catherine de Pérignon la ciudad de Figueras el 28 de noviembre así como la ciudad de Rosas, que había quedado aislada desde el 22 de noviembre, el 3 de febrero del año siguiente.

## La batalla

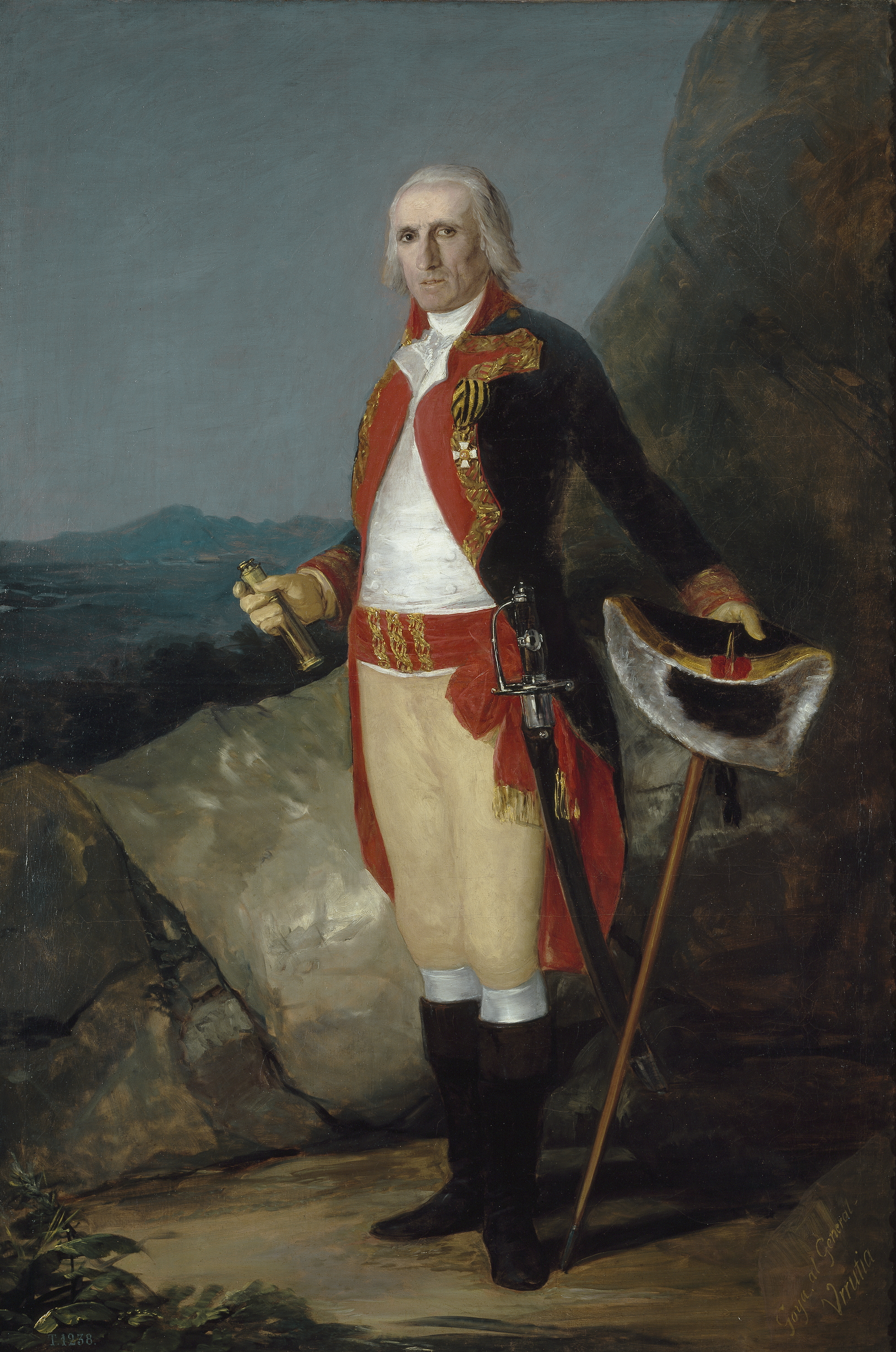
El general Jose de Urrutia.

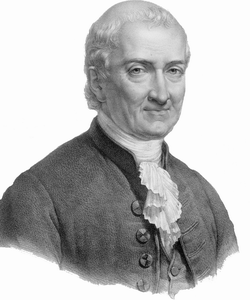
El marqués de Barthélemy.

El general  José de Urrutia llamó a la resistencia reforzada con el pueblo y las autoridades catalanas, que armaron a numerosos voluntarios de los cuerpos de migueletes y  somatenes. A principios de 1795 se envían tropas del regimiento «Voluntarios del Castilla» pero, a su vez, los franceses aparecieron en marzo con siete mil soldados y trescientos caballos en Besalú. En maniobra de ataque, el Regimiento «Voluntarios de Castilla», al mando del general Gonzalo O'Farril, marchó sobre Bañolas para atacar a los franceses y obtuvo la victoria. El regimiento también tuvo en su historial bélico su participación en la toma del castillo de Pontós el 11 de junio de 1795, bajo el mando del marqués de la Romana. Cuando los franceses del general Bartolomé Louis Joseph Schérer atacaban por el flanco izquierdo, los españoles del «Voluntarios de Castilla» aguantaron el ataque y a continuación se reforzó el centro, consiguiendo la victoria. El 14 de junio las tropas de Urrutia volvían a derrotar a los franceses en la batalla de Báscara.

## Consecuencias
Del 25 al 27 de julio las tropas mandadas por el general Gregorio García de la Cuesta atacaron la Baja Cerdaña haciendo capitular a las tropas francesas de las guarniciones de Puigcerdá y Bellver de Cerdaña, días después de la firma de la paz de Basilea por la que los franceses devolvían los territorios que habían ocupado. Estos, al mando del general Moncey, habían llegado a Miranda de Ebro con dirección al paso de Pancorbo, en la provincia de Burgos, mientras que, simultáneamente, la familia real preparaba su huida a América. A la vez, el arzobispo de Toledo, Luis María de Borbón y Vallabriga, publicó una carta pastoral exhortando al clero a recoger los tesoros religiosos para que no cayeran en manos del enemigo francés.